# Bembidion callipeplum
Bembidion callipeplum es una especie de escarabajo del género Bembidion, familia Carabidae. Fue descrita científicamente por Bates en 1878.
Habita en Nueva Zelanda.